# Donald Culross Peattie
Donald Culross Peattie est un botaniste, un naturaliste et un éditeur américain, né le 21 juin 1898 à Chicago et mort le 16 novembre 1964.

## Biographie
Il est diplômé à l'université Harvard en 1922 et est botaniste au ministère américain de l'Agriculture de 1922 à 1924. Il tient la rubrique sur la nature dans les colonnes du Washington Star de 1924 à 1935.
Ses écrits sur la nature sont poétiques et philosophiques sans perdre leurs exactitudes scientifiques. Ses publications les plus connues sont deux livres sur les arbres de l'Amérique du Nord ainsi que des livres pour enfants et de tourisme.
Il a écrit également pour la revue Reader's Digest de courtes biographies, notamment celle de saint François d'Assise ("L'album des jeunes de Sélection du Reader's Digest", année 1967, pages 63 à 66).